# Kubański Uniwersytet Państwowy
Kubański Uniwersytet Państwowy (ros. Кубанский государственный университет) – rosyjski uniwersytet publiczny w Krasnodarze. Jest to jeden z największych i najstarszych uniwersytetów na południu Rosji.

## Historia
Uniwersytet został założony w 1920 roku w Krasnodarze. Jego pierwszym wybranym rektorem był Nikandr Marks, były generał rosyjskiej armii cesarskiej, historyk i specjalista w dziedzinie starożytnej rosyjskiej paleografii.
W 1994 r. uniwersytet został uznany za jedną z wiodących instytucji szkolnictwa wyższego w Rosji.
W 2004 i 2005 roku uniwersytet znalazł się wśród 100 najlepszych instytucji szkolnictwa wyższego w Rosji i otrzymał Złoty Medal za Europejską Jakość.
W 2008 r. Michaił Astapow, były szef Krasnodarskiego Regionalnego Departamentu Edukacji, został mianowany rektorem uniwersytetu.
Kubański Uniwersytet Państwowy kształci zagranicznych specjalistów od 1970 roku. Jego zagraniczni absolwenci pochodzą z ponad 120 krajów. Obecnie uczelnia nadal kształci studentów z Azji, Ameryki, Afryki i Europy.